# UFC Fight Night: Marquardt vs. Palhares
UFC Fight Night: Marquardt vs. Palhares (conosciuto anche come UFC Fight Night 22), è stato un evento di arti marziali miste tenuto dalla Ultimate Fighting Championship il 15 settembre 2010 al Frank Erwin Center di Austin, negli Stati Uniti.

## Risultati
|                  | Divisione              |                  |                 |                   | Metodo                                  | Round           | Tempo           | Premio          |
| Card Principale  | Card Principale        | Card Principale  | Card Principale | Card Principale   | Card Principale                         | Card Principale | Card Principale | Card Principale |
| ---------------- | ---------------------- | ---------------- | --------------- | ----------------- | --------------------------------------- | --------------- | --------------- | --------------- |
|                  | Pesi medi              | Nate Marquardt   | batte           | Rousimar Palhares | KO tecnico (pugni)                      | 1               | 3:28            |                 |
|                  | Catchweight (159 lbs.) | Charles Oliveira | batte           | Efrain Escudero   | Sottomissione (rear-naked choke)        | 3               | 2:25            | SOTN            |
|                  | Pesi leggeri           | Jim Miller       | batte           | Gleison Tibau     | Decisione unanime (30-27, 30-27, 29-28) | 3               | 5:00            |                 |
|                  | Pesi leggeri           | Cole Miller      | batte           | Ross Pearson      | Sottomissione (rear-naked choke)        | 2               | 1:49            | SOTN            |
| Card Preliminare |                        |                  |                 |                   |                                         |                 |                 |                 |
|                  | Pesi leggeri           | Yves Edwards     | batte           | Cole Miller       | Decisione unanime (30–27, 30–27, 30–27) | 3               | 5:00            |                 |
|                  | Pesi mediomassimi      | Kyle Kingsbury   | batte           | Jared Hamman      | Decisione unanime (29–28, 29–28, 29–28) | 3               | 5:00            | FOTN            |
|                  | Pesi medi              | David Branch     | batte           | Tomasz Drwal      | Decisione unanime (30–27, 30–27, 30–27) | 3               | 5:00            |                 |
|                  | Pesi medi              | Rich Attonito    | batte           | Rafael Natal      | Decisione unanime (29–28, 29–28, 30–27) | 3               | 5:00            |                 |
|                  | Pesi welter            | TJ Waldburger    | batte           | David Mitchell    | Decisione unanime (30–27, 30–27, 30–27) | 3               | 5:00            |                 |
|                  | Pesi welter            | Brian Foster     | batte           | Forrest Petz      | KO tecnico (pugni)                      | 1               | 1:07            | KOTN            |

## Premi
I lottatori premiati ricevettero un bonus di 40.000 dollari.
Legenda:
- FOTN: Fight of the Night (vengono premiati entrambi gli atleti per il miglior incontro dell'evento)
- KOTN: Knockout of the Night (viene premiato il vincitore per il migliore knockout dell'evento)
- SOTN: Performance of the Night (viene premiato il vincitore per la migliore sottomissione dell'evento)